# Intoshia leptoplanae
Intoshia leptoplanae är en djurart som först beskrevs av Giard 1877. Intoshia leptoplanae ingår i släktet Intoshia, och familjen Rhopaluridae. Inga underarter finns listade i Catalogue of Life.